# Wilkowiczki (Silésie)
Pour les articles homonymes, voir Wilkowiczki.
Wilkowiczki est une localité polonaise de la gmina de Toszek, située dans le powiat de Gliwice en voïvodie de Silésie.